# Billy Butt
William Michael "Billy" Butt, född 29 december 1945 i Kenya, är en svensk musikproducent och  skivbolagsdirektör. 

## Biografi
Billy Butt föddes i Kenya av indiska föräldrar. Familjen flyttade senare till Irland, där Butt växte upp i Dublin. Han bodde även under några år i London och New York innan han 1983 bosatte sig i Sverige. Här blev han snabbt framgångsrik inom nöjesbranschen och startade och drev skivbolaget Little Big Apple Records.
Butt har producerat musik åt bland andra Lisa Nilsson, Tommy Körberg, Dan Hylander och Loa Falkman. Butt har bland annat skrivit julsångerna "Christmas in New York", "Julen är här" (med Sölve Rydell) och "Vår julskinka har rymt" (med Åke Cato).

## Våldtäktsdomen
Butt uppmärksammades 1993, då han i Stockholms tingsrätt mot sitt nekande dömdes till fyra års fängelse för nio fall av våldtäkt och ett försök till våldtäkt. Svea hovrätt skärpte straffet till fem års fängelse efter att han överklagat domen. Butt blev villkorligt frigiven 1996 efter att ha avtjänat två tredjedelar av strafftiden.
Han hävdar att han blivit oskyldigt dömd och har upprepade gånger begärt resning i Högsta domstolen. I sin åttonde ansökan bifogade han ett brev från några av de kvinnor som tidigare anklagat honom för våldtäkt men som nu intygade hans oskuld. I oktober 2006 fick Butt på nytt avslag, men denna gång var två av de fem domarna skiljaktiga och förespråkade resning. Efter avslaget började han omedelbart skriva på en nionde resningsansökan. I september 2009 inlämnade han en ny resningsansökan genom sin advokat Björn Hurtig. Högsta domstolen agerade skyndsamt och begärde in ett yttrande från Riksåklagaren. Nya omständigheter hade framkommit men ansökan avslogs den 27 maj 2010. Butt hade inför denna resningsansökan beviljats rättshjälp. 

### Efterspel
Tillsammans med bland andra Anna Sjödin har Butt grundat Rättssäkerhetsorganisationen (RO). I september 2010 utgav Butt en 535 sidor lång bok med titeln "Ett särpräglat utseende" (Sportförlaget). Boken handlar om rättsfallet och det kom reaktioner nästan omedelbart. 
I oktober 2010 tog journalisten Jan Guillou upp fallet i Aftonbladet och menade att "Billy Butt utsatts för ett justitiemord". Några dagar  senare diskuterades hans fall i TV4:s Kvällsöppet och Gudrun Schyman och Ann-Britt Grünewald skrev en artikel på debattsajten Newsmill där de fördömde domen ur feministisk synvinkel. Butt har uppgivit att en elfte resningsansökan är under förberedelse.
I Dagens Juridik 2016 argumenterade Butt för att straffet för brottet falsk tillvitelse borde skärpas. Hans utgångspunkt var att de straff som döms ut inte står i proportion till den skada en målsägande riskerar att lida. 
År 2017 producerade Butt filmen Döms oskyldiga i Sverige?, där journalisten Thérèse Juel granskar hur rättsväsendet dömer i sexualbrottsmål. I filmen medverkar flera ledande svenska jurister och journalister. Den visades för ett femtiotal riksdagsledamöter, jurister och journalister i riksdagshuset 11 oktober 2017.